# Rodolfo Cavaliere
Rodolfo Cavaliere (Angera, 10 novembre 1974) è un ex pallavolista e giocatore di beach volley italiano.

## Carriera
Iniziò la sua carriera nella pallavolo indoor, nelle giovanili della Sisley Treviso. Nel 1992 passò in prima squadra, vincendo in due anni scudetto, Coppa Italia, e due trofei continentali. Dal 1994 al 2002 militò in altre formazioni del Veneto, disputando più volte la Serie B1 e la Serie A2.
Nel 2003 ottenne, nell'AdriaVolley Trieste, la promozione in Serie A1; militò nella massima divisione nazionale anche per i due anni successivi, fino all'8 dicembre 2004, quando la Trentino Volley lo cedette alla Polazzo Vicenza, formazione di Serie B2.
Nel 2005 decise di ritirarsi dalla pallavolo, per dedicarsi al beach volley. Attualmente prende parte alle manifestazioni organizzate dalla FIPAV, dalla CEV e dalla FIVB.

## Palmarès
- 1 campionato italiano: 1993-94
- 1 Coppa Italia: 1992-93
- 1 Coppa delle Coppe / Coppa CEV: 1993-94
- 1 Coppa CEV / Challenge Cup: 1992-93